# Carex aquilonalis
Carex aquilonalis är en halvgräsart som beskrevs av Shigeo Akiyama. Carex aquilonalis ingår i släktet starrar, och familjen halvgräs. Inga underarter finns listade i Catalogue of Life.